# Medard Boss
Medard Boss (født 4. oktober 1903 i St. Gallen; død 21. december 1990 i Zollikon) var en schweizisk psykiater, der blev kendt som en af pionererne inden for eksistentiel terapi og eksistentiel psykiatri.
Medard Boss videreudviklede Ludwig Binswangers eksistensfænomenologiske tilgang til eksistentiel psykiatri. Målet var at etablere et alternativ til den biomedicinske psykiatri. Boss havde et langvarigt samarbejde med filosoffen Martin Heidegger, der er dokumenteret i bogen Zollikoner Seminare. Han beskæftigede sig blandt andet med psykosomatik, drømme og seksuelle perversioner.
Medard Boss skrev flere bøger og artikler, der udforskede eksistentielle og psykologiske emner. Hans værk Grundriss der Medizin er et betydningsfuldt bidrag til forståelsen af forholdet mellem eksistens og sundhed.
Boss' arbejde har haft en betydelig indflydelse på udviklingen af eksistentiel psykoterapi og har påvirket, hvordan psykologer og psykoterapeuter nærmer sig spørgsmål om mening, frihed og ansvar i det terapeutiske rum. Hans indflydelse strækker sig også til bredere diskussioner om menneskelig eksistens og filosofi.

## Psykologi, psykiatri og psykoterapi
Medard Boss' tilgang til psykiatri, psykologi og psykoterapi var dybt præget af eksistentielle og fænomenologiske perspektiver. Hans bidrag har haft en betydelig indflydelse på udviklingen af eksistentiel psykoterapi og eksistentiel filosofi.
Medard Boss var en pioner inden for eksistentiel psykoterapi, der fokuserede på at udforske de grundlæggende eksistentielle spørgsmål om meningen med livet, døden, frihed og ansvar. Han understregede betydningen af klientens subjektive oplevelser og søgen efter mening. Han opfordrede til, at terapeuten skal være opmærksom på klientens oplevelser uden at påtvinge egne tolkninger.
Boss troede på, at forståelse var afgørende for helbredelse. Gennem refleksion og forståelse af ens eget liv og eksistentielle vilkår kunne klienten opnå en dybere selvforståelse, der kunne føre til personlig vækst og helbredelse. Boss understregede individets frihed til at vælge og det tilhørende ansvar, der følger med friheden. Han opfordrede klienter til at tage ansvar for deres egne valg og handlinger og at erkende deres egen eksistentielle frihed.

## Indflydelse i Danmark
I Danmark har Medard Boss haft en indflydelse på psykoterapi og psykologiske praksisser gennem hans bidrag til eksistentiel psykologi og terapi. Hans ideer har især været en del af det bredere landskab inden for eksistentiel psykologi og terapi. Selv om kun meget få danske psykologer og psykoterapeuter direkte bygger deres terapeutiske virke på Medard Boss, er hans værker blevet studeret og refereret til i danske forskningsmiljøer og i litteraturen om eksistentiel psykologi og filosofi.

## Værker på tysk
- Körperliches Kranksein als Folge seelischer Gleichgewichtsstörungen (1940), 6. Aufl. Bern 1978
- Sinn und Gehalt der sexuellen Perversionen(1947), München 1967
- Der Traum und seine Auslegung. (1953)
- Einführung in die psychosomatische Medizin. (1954)
- Daseinsanalyse und Psychoanalyse. (1957)
- Indienfahrt eines Psychiaters. (1959)
- Lebensangst, Schuldgefühle und psychotherapeutische Befreiung. (1962)
- Grundriss der Medizin. Ansätze zu einer phänomenologischen Physiologie, Psychologie, Pathologie, Therapie und zu einer daseinsgemässen Präventiv-Medizin in der modernen Industrie-Gesellschaft. Hans Huber, Bern u. a. 1971.
- Es träumte mir vergangene Nacht. (1975)
- Praxis der Psychosomatik – Krankheit und Lebensschicksal, Bern 1978
- Von der Psychoanalyse zur Daseinsanalyse.Wien/München/Zürich 1979.
- Von der Spannweite der Seele. (1982)
- Martin Heidegger: Zollikoner Seminare. (1987)
- Medard Boss, in: Psychotherapie in Selbstdarstellungen, Hrsg. Ludwig J. Pongratz, Würzburg 1973, S. 75–106

## Værker på engelsk
- Zollikon Seminars: Protocols, Conversations, Letters (Editor; Martin Heidegger author) (2001). Tr. F. Mayr. Northwestern University Press.
- Existential Foundations of Medicine and Psychology (1979). (S. Conway and A. Cleaves, Trans.). Northvale, NJ: Jason Aronson.
- Psychoanalysis and Daseinsanalysis (1963). (L. E. Lefebre, Trans.). New York: Basic Books.
- A Psychiatrist Discovers India (1965). Wolff.
- I Dreamt Last Night... (1977) (S.Conway, Trans.) New York: Gardner Press.
- The Analysis of Dreams (1957). (J. Pomerans, Trans.) New York: Philosophical Library.
- The Meaning and Content of Sexual Perversions (1949). (L.L. Abell, Trans.) New York: Grune and Stratton.
- Psychotherapy for Freedom: The Daseinsanalytic Way in Psychology and Psychoanalysis. E. Craig (Ed.). A Special Issue of The Humanistic Psychologist, Volume 16, Spring, 1988.